# أندرو ويغين
أندرو ويغين (بالإنجليزية: Andrew Wiggin)‏ هو سياسي أمريكي، ولد في 1671، وتوفي في 1756.